# Men In Black (protestgruppe)
 Ikke at forveksle med Men in Black.
Men In Black (dansk Sortklædte Mænd) er navnet på en gruppe af personer, der i slutningen af 2020 og starten af 2021 har gennemført demonstrationer i København, Aarhus og Aalborg. Målet har været at demonstrere mod de restriktioner, regeringen har indført for at bekæmpe Coronaviruspandemien i Danmark.
Det har bl.a. vakt stor opsigt, da en gruppe personer satte ild til en dukke, som forestillede statsminister Mette Frederiksen, hvorpå der stod skrevet ordene: "Hun må og skal aflives", som en reference til hendes udtalelse, hvor hun meddelte, at alle mink skulle aflives. Tre personer blev varetægtsfængslet sigtet efter Straffelovens § 115 og § 266 for trusler mod statsministeren. I januar 2025 stadfæstede Højesteret en dom fra Østre Landsret, hvori hver af de tre personer blev idømt 40 dages fængsel for trusler mod statsministeren. Retten vurderede, at dukken, ordlyden og de øvrige omstændigheder under demonstrationen udgjorde en dødstrussel mod Mette Frederiksen.
Den 15. maj 2021 offentliggjorde gruppen et manifest, der beskriver, at protesterne er mere generelt rettede mod den nuværende samfundsstruktur og tilhørende politik. Gruppen er ifølge manifestet bl.a. tilhængere af en fællesnordisk union.